# Carlos Padilla (politicus)
Carlos M. Padilla (Dupax, 19 september 1944 - 5 mei 2023) was een Filipijns politicus. Padilla was gouverneur van de provincie Nueva Vizcaya van 2016 tot zijn overlijden in 2023. Daarvoor was Padilla lid van het Filipijns Huis van Afgevaardigden van 1987 tot 1992, van 1995 tot 2004 en van 2007 tot 2016. Daarvoor was hij lid van de Batasang Pambansa van 1978 tot 1984 en was hij burgemeester van Dupax en Dupax del Norte van 1972 tot 1978.

## Biografie
Carlos Padilla werd geboren op 19 september 1944 in Dupax in de Filipijnse provincie Nueva Vizcaya. Hij was een zoon van Constancio Padilla en Victoriana Mapiti. Na het behalen van zijn middelbare schoolopleiding voltooide Padilla een Bachelor of Science aan de Philippine School of Commerce, een onderwijsinstelling die later verder ging onder naam naam Polytechnic University of the Philippines. 
Padilla was burgemeester van zijn geboorteplaats Dupax van 1972 tot 1975 tot de gemeente werd opgesplitst in Dupax del Norte, Dupax del Sur en Alfonso Castañeda. Padilla was daarna burgemeester van Dupax del Norte tot 1978. Aansluitend werd hij namens de regio Cagayan Valley gekozen tot lid van de Batasang Pambansa, het parlement gedurende het tweede deel van het presidentschap van Ferdinand Marcos. Bij de eerste verkiezingen na de val van Marcos door de EDSA-revolutie werd Padilla gekozen in het Filipijns Huis van Afgevaardigden voor een termijn van 1987 tot 1992. In het Huis was Padilla onder meer voorzitter van de Commissie voor Onderwijs. Nadien was hij van 1995 tot 2004 en van 2007 tot 2016 nogmaals twee periodes van drie opeenvolgende termijnen lid van het Huis van Afgevaardigden. Bij de verkiezingen van 2004 deed Padilla tevergeefs een poging om gekozen te worden in de Senaat van de Filipijnen. Hij eindigde daarbij op de 24 plaats en dus onvoldoende voor een van de twaalf verkiesbare Senaatszetels. In 2016 werd Padilla gekozen tot gouverneur van de provincie Nueva Vizcaya. Bij de verkiezingen van 2019 en de verkiezingen van 2022 werd hij herkozen.
Padilla was een van de initiators van Republic Act 6655, een wet die het middelbaar schoolonderwijs in de Filipijnen gratis maakte. Tevens was hij betrokken bij de oprichting van de National Commission for Culture and the Arts (NCAA) en de Commission on Filipino Languages en 45 middelbare scholen in de provincie Nueva Vizcaya. Ook was hij verantwoordelijk voor samenvoeging van de Nueva Vizcaya State Institute of Technology en de Nueva Vizcaya State Polytechnic College in de Nueva Vizcaya State University
Padilla overleed gedurende zijn derde termijn als gouverneur, in 2023, aan de gevolgen van een hartaanval. Hij was getrouwd met Ruth Rana, voormalig gouverneur. Samen kregen ze drie kinderen.